# Jorge Medina García
Jorge Medina García (24 de abril de 1948, Olanchito, Yoro, Honduras) es un escritor, profesor de literatura y locutor radial hondureño.

## Biografía
Jorge Medina García nació el 24 de abril de 1948, en Olanchito, en el departamento de Yoro, Honduras. Sus padres fueron Feliciana García, originaria de Olanchito, y Fausto Medina y Medina, originario de la ciudad Yoro. Fue criado por su abuela paterna, Concepción Medina, en la ciudad de Yoro. Se graduó de maestro en la Escuela Normal de Varones, en Tegucigalpa, y posteriormente obtuvo su licenciatura en lengua española en la Universidad Pedagógica Nacional Francisco Morazán.
Trabajó como profesor, fue director del Registro Nacional de las Personas en el departamento de Yoro, y fungió como locutor radial. Se casó con la profesora Dora Rojas Galdámez, con quien procreó cinco hijas.

## Obras
- Pudimos haber llegado más lejos (1989)[4]
- Cenizas en la memoria (1994)[5]
- Desafinada serenata (2000)[6]
- La dignidad de los escombros, y otros cuentos (2002)[7]
- Un paesse in affito (2006)[8]
- La oscuridad nuestra de cada día (2007)[9]
- Memorial del blasfemo (2011)[10]
- Lluvia de cuentos infantiles (2014)
- El viento que sopla los carbones apagados del amor (2014)[11]
- Los versos adversos (2016)
- Las relaciones inhumanas (2017)[12]

## Premios y reconocimientos
- 1991 - Representó a Honduras en el III Encuentro de Escritores de la Frontera Sur, en México.

- 2006 - Primer Lugar en el Concurso de Cuentos del Grupo Femenino Ideas, llevado a cabo en Tegucigalpa.

- 2010 - Primer Lugar en los XXV Juegos Florales, en Santa Rosa de Copán.

- 2011 - Mención honorífica en el Concurso de Cuentos del Parlamento Centroamericano, llevado a cabo en Guatemala.

- 2012 - Premio Biblioteca Nacional de Honduras, rama de Literatura.

- 2019 - Premio Nacional de Literatura Ramón Rosa.[3]